# 松枝佳宏
松枝 佳宏（まつえだ よしひろ、1947年〈昭和22年〉12月29日 - ）は、日本の政治活動家。前新社会党中央執行委員会委員長。

## 経歴
福岡県出身。神戸大学文学部中退。
1968年から兵庫県で護憲・反安保、原水禁運動にかかわる。
1970年から兵庫県労働組合専従書記、以来自治労運動を軸に労働運動にかかわる。
2011年から2017年まで新社会党中央執行委員会委員長。